# 賓納格爾峰
賓納格爾峰（英語：Buennagel Peak）是南極洲的山峰，位於瑪麗伯德地，處於亞歷山大峰以東2公里的海恩斯山脈北部，美國地質調查局根據測量和美國海軍拍攝的空中照片繪入地圖，現時由南極條約體系管理。